# Hufen (Królewiec)
Hufen – dzielnica Królewca w zachodniej części miasta, obecnie wchodzi w skład administracyjnej dzielnicy Królewca Centralnyj Rajon (ros. Центрапьный район).
Powstała na obszarze należącym od 1286 roku do Starego Miasta, około 1572 roku wzmiankowana jako (niem.) die huben (czasem nazwa polska Włóki).  Dzieliła się na 3 części: Vorder-, Mittel- i Hinterhufen (licząc od śródmieścia). W XVIII wieku na tym terenie znajdowały się chłopskie zagrody, "żółta karczma" przy moście nad strumieniem i las. W XIX wieku zaczęły powstawać wille i ogrody, oraz teatr letni. Na skraju Mittelhufen założono park Luisenwahl, który w początkach stulecia był ulubionym miejscem odpoczynku Fryderyka Wilhelma III i królowej Luizy. Na początku XX wieku obok wzniesiono ewangelicki kościół Luizy. Pod koniec XIX wieku na Vorderhufen powstał park (Hufenpark) i w 1896 roku ogród zoologiczny, a później także skansen, w XX wieku przeniesiony do Olsztynka. W ciągu XIX wieku część dzielnicy otrzymała nazwę Amalienau. Główna ulica nosiła nazwę Hufenallee – obecnie Prospekt Mira (ros. Проспект Мира). W latach 1912–1913 nowe osiedle na Hufen zaprojektował Emil Reinhold Arndt. Na początku Hufenalleee w latach 1911–1912 wzniesiono Luisentheater (według projektu Wilhelma Kukucka), po zniszczeniach wojennych odbudowany w zmienionej formie, lecz nadal pełniący swe funkcje. Tu też znajduje się stadion sportowy klubu "Bałtika" (dawniej Walter-Simonplatz). Podczas działań wojennych w latach 1944–1945 zabudowa dzielnicy ucierpiała stosunkowo niewiele. Na jej terenie została zlokalizowana pierwsza radziecka komendantura wojskowa. Naprzeciw wejścia do zoo wznosi się Hotel Moskwa.